# Trou-du-Nord (arrondissement)
Trou-du-Nord (Haïtiaans-Creools: Twou dinò) is een arrondissement van het Haïtiaanse departement Nord-Est, met 115.000 inwoners. De postcodes van dit arrondissement beginnen met het getal 23.
Het arrondissement Trou-du-Nord bestaat uit de volgende gemeenten:
- Trou-du-Nord (hoofdplaats van het arrondissement)
- Sainte-Suzanne
- Terrier-Rouge
- Caracol